# آموره
آموره (الاسم العلمي: Aphanamixis polystachya)، هو نبات ينتمي إلى (فصيلة: أزدرختية).